# Psicodrama
Psicodrama é uma técnica de psicoterapia em grupo em que se usa a representação dramática improvisada, de cenas ou temas propostos pelas próprias pessoas em terapia, como núcleo de abordagem e exploração da psique humana e dos seus vínculos emocionais, visando a catarse e o desenvolvimento da espontaneidade do indivíduo.

## A dramatização de uma cena
Distinguem-se, no desenvolvimento da ação psicodramática, três momentos que possuem, cada um, uma importância singular.
1. A primeira fase, aquecimento, é quando o grupo se prepara. Os participantes desenvolvem um tema. Aflora um protagonista grupal;
2. Dá-se início a um segundo momento ou fase, que é a dramatização propriamente dita, a cena dramática. Aqui, ganham, importância, os ego-auxiliares, que serão os encarregados de encenar os personagens, contracenando, com o protagonista, os personagens reais ou fantasiosos, aspectos do paciente, símbolos do seu mundo;
3. O terceiro momento ou fase é o compartilhamento, é o retorno do protagonista ao grupo, momento em que o grupo compartilha seus sentimentos e vivências, tudo o que lhes foi acontecendo durante a cena, as ressonâncias que ela produziu.

## Técnicas dramáticas
As diversas técnicas dramáticas utilizadas durante a representação foram pensadas por Moreno em relação com sua Teoria do Desenvolvimento dos Papéis. Cada uma delas cumpre uma função que corresponde  também a uma etapa do desenvolvimento psíquico. O diretor do Psicodrama instrumentará, em cada situação, as técnicas que lhe pareçam mais adequadas e correspondentes ao momento do drama, segundo o tipo de vinculação que nele se expressa.
A primeira etapa, em que há a indiferenciação do Eu e do Tu, corresponde à técnica do duplo. A segunda, do Reconhecimento do Eu, à técnica do espelho. A terceira etapa, do Reconhecimento do Tu, à técnica da inversão de papéis.
Mediante a técnica do duplo, um ego-auxiliar desempenha o papel do protagonista, no palco, ao lado dele. Verbal e gestualmente complementa aquilo que, a partir desse desempenho, intui que o protagonista não pode expressar completamente, ou que não se dá conta de que está expressando. Podemos considerar a semelhança desta técnica com a mãe junto ao bebê, a qual tenta apreender a necessidade dele para atendê-lo.
Na técnica do espelho, o protagonista sai do palco e assume a posição de platéia na representação que um ego-auxiliar faz dele. Busca-se, com isso, que o paciente se reconheça em determinada representação, assim como na sua infância reconheceu sua imagem no espelho. Proporciona visão de si próprio sob a ótica do outro, agindo como fator de percepção de sua identidade.
Já na técnica da inversão de papéis, o protagonista inverte papéis com os personagens do enredo psicodramático, contracenando com os egos-auxiliares que tomam seu próprio papel. É a técnica mais importante no Psicodrama, pois é a que investiga e desenvolve a possibilidade de estar em relação, privilegiando a percepção do protagonista (e, secundariamente, do grupo) dos significados afetivos e simbólicos que este tem para o outro e, reciprocamente, o outro tem para este. Para Jacob Levy Moreno, a relação pode atingir tal grau de intimidade que levaria ao estado existencial do "Encontro".

## Elementos da cena psicodramática
Moreno, tomando, do modelo teatral, seus elementos, distingue, ainda, para a cena psicodramática, cinco elementos:
1. Cenário: neste continente, desdobra-se a produção e, nele, podem-se representar fatos simples da vida cotidiana, sonhos, delírios, alucinações.
2. Protagonista: o protagonista pode ser um indivíduo, uma dupla ou um grupo. É quem, em psicodrama, protagoniza seu próprio drama. Representa a si mesmo e seus personagens são parte dele. Palavra e ação se integram, ampliando as vias de abordagem.
3. Diretor: o psicoterapeuta do grupo é também o diretor psicodramático. Sua função é propiciar e facilitar o bom desenvolvimento da cena dramática.
4. Egos-auxiliares: São as pessoas que contracenam com o protagonista, podendo ser profissionais ou participantes do público que são convidados a subir no palco terapêutico.
5. Público ou plateia: são os membros do grupo que participam assistindo à cena dramática.

## Jacob Levy Moreno
O médico romeno Jacob Levy Moreno, o criador do psicodrama e do sociodrama, é um exemplo de criatividade e dedicação à investigação psicológica e social. Este nasceu na Romênia em 1892 e faleceu nos Estados Unidos em 1974. Foi um homem de ampla cultura e fortes ideias religiosas e filosóficas, amante do teatro e incansável investigador do homem e seus vínculos. Deixou-nos uma obra escrita e um movimento psicodramático que abrange a América, Europa e Ásia.
Em 1925, indo morar nos Estados Unidos, desenvolveu e sistematizou sua descoberta: a socionomia. A socionomia se divide em sociometria, sociodinâmica e a sociatria. A socionomia é o estudo do grupo e suas relações. A sociometria visa a medir as relações entre os membros do grupo, evidenciando as preferências e evitações presentes nas relações grupais. Utiliza, como método, o teste sociométrico. A sociodinâmica se interessa pela dinâmica de grupo e utiliza, como método, o role playing ou jogo de papéis. Já a sociatria busca tratar as relações grupais e utiliza três métodos: o sociodrama, a psicoterapia de grupo e o famoso psicodrama.
Com a leitura de suas obras, muitos autores declaram que o psicodrama possui um grande conteúdo emocional e uma audácia renovadora, pois surgiu como uma nova e dinâmica linha de investigação para o conhecimento e terapia dos conflitos psicológicos. Para o surgimento desta teoria, Moreno desafiou críticas, rompeu com o movimento médico da sua época, contestando os valores oficiais considerados ultrapassados ou inconsistentes, conseguindo desenvolver uma teoria baseada numa concepção do homem e da saúde que tem, como núcleo, a espontaneidade, o otimismo sobre a vida, o amor, a catarse e os papéis que o Eu do indivíduo vai formando. Esta busca pelo reencontro dos verdadeiros valores éticos, religiosos e culturais em uma forma dramática espontânea (mais tarde, denominado como desenvolvimento do axiodrama) foi o primeiro conteúdo do psicodrama.
O lugar do nascimento do psicodrama foi um teatro dramático de Viena. Moreno declarou que não possuía nenhuma equipe de atores, nenhuma peça e que, neste dia, apresentou-se sozinho, sem nenhuma preparação, ante um público de mais de mil pessoas. Segundo ele, no palco, havia somente uma poltrona de espaldar alto, como o trono de um rei; no assento, uma coroa dourada. Surgiu com um intento de tratar e curar o público de uma enfermidade, uma síndrome cultural e patológica que os participantes compartilhavam no momento (Viena encontrava-se em pós-guerra, não havia governo... a Áustria estava inquieta em busca de uma nova alma).
Mas, psicodramaticamente, Moreno possuía um elenco e uma obra. Uma vez que o público era seu elenco, e a obra era retratada pela trama demonstrada pelos acontecimentos históricos, no qual cada um representava o seu papel real. Cada representante de um papel foi, então, convidado a subir ao palco, e encenar o papel de um rei, sem preparação e diante de um público desprevenido, que funcionava como jurado. Mas, neste primeiro momento, nada se passou. Ninguém foi achado digno de ser rei e o mundo permaneceu sem líder.
Apesar do aparente fracasso desta primeira representação, este foi o marco do nascimento de uma nova modalidade de expressão catártica que, instrumentada pelo exercício da espontaneidade e sustentada na teoria dos papéis, viria a se constituir o método psicodramático de abordagem dos conflitos interpessoais, cujo âmbito natural é o grupo. Surge, então, a expressão "psicoterapia de grupo". 
O psicodrama desde seus primórdios estabeleceu um ambiente basicamente grupal, com a presença do terapeuta (diretor de cena), seus egos auxiliares e os pacientes (tanto como protagonistas como público). Aliás, a expressão, "psicoterapia de grupo" foi pela primeira vez utilizada por Moreno.

## Teoria do psicodrama
Moreno foi capaz de dar importância à improvisação dramática e retomou o conceito de catarse. Pois, ao ocorrer uma identificação do espectador com os atores, ocorre uma catarse e, também, certa conscientização. Para que ocorra esta catarse, têm que existir uma espontaneidade e criatividade, pois do contrário, é uma mera repetição que não trará nada de novo nem aos protagonistas nem ao público. É na criação espontânea que se consegue o vínculo do homem com o mundo.
O psicodrama possui o conceito de espontaneidade-criatividade, a teoria dos papéis, a psicoterapia grupal como pontos básicos da sua teoria, além de outros como: tele (capacidade de se perceber de forma objetiva o que ocorre nas situações e o que se passa entre as pessoas), empatia (tendência para se sentir o que se sentiria caso se estivesse na situação e circunstâncias experimentadas pela outra pessoa.), coinconsciente (vivências, sentimentos, desejos e até fantasias comuns a duas ou mais pessoas, e que se dão em "estado inconsciente".) e matriz de identidade (lugar do nascimento).

## A teoria da espontaneidade
Está ligada dialeticamente à criatividade, compreendendo uma fenomenologia, uma metapsicologia, uma psicotécnica, uma psicopatologia e uma psicologia genética. A psicotécnica, ou treinamento da espontaneidade, procura resgatar a espontaneidade perdida pelo homem ao longo da sua existência. Segundo a psicologia genética, a criança, ao nascer, realiza seu primeiro ato criativo: é o primeiro ato de catarse de integração. Ela nasce com uma capacidade criadora própria do ser humano que irá completando-se com a maturidade e com a ajuda dos outros. O primeiro eu-auxiliar é a sua própria mãe. Ao longo de sua infância, à medida que vai vivendo os diversos papéis e em contato com os agentes sociais, desenvolve essa capacidade criadora ou a atrofia em maior ou menor medida, de acordo com o tipo de relações e na medida em que as "tradições culturais" lhe sejam impostas pelos mais velhos. 
Esses agentes da sociedade lhe submetem, durante o desenvolvimento, condutas estereotipadas, repetitivas, ritualistas, muitas delas, para ela e para os demais, vazias de significado. Por outro lado, os agentes sociais também podem ajudar no desenvolvimento da espontaneidade. Depende de cada caso e do meio em que vive a criança em um determinado momento histórico-social. O ato do espontâneo está intimamente ligado ao instante: dali, surge a noção do aqui e agora. A filosofia do momento prega os benefícios do instante, do presente em constante mudança. É lugar (lócus) onde se dá o crescimento. Segundo Moreno, esta experiência primitiva da identidade configura o destino da criança. Em toda essa primeira etapa, os papéis são psicossomáticos. A segunda etapa é a do reconhecimento do Eu. A criança observa o outro (mãe) como algo diferente dela. Integra as diferentes partes do seu corpo numa unidade e é a partir dali que se diferencia. É na segunda etapa que aparecem os papéis psicodramáticos.
Moreno faz uma pormenorizada descrição da evolução da imagem do mundo da criança, distinguindo:
1. Matriz de identidade total: primeiro universo: tudo é um. As configurações estão configuradas pelos atos.
2. Matriz de identidade total diferenciada: no segundo tempo do primeiro universo, diferenciam-se as unidades, porém mantêm, o mesmo grau de realidade, os indivíduos, os objetos imaginários e os reais.
3. Matriz da lacuna entre fantasia e realidade: começam a se organizar dois mundos, o da realidade e o da fantasia. Isto, na linguagem moreniana, marca o começo do segundo universo. O ideal é que o indivíduo possa dominar a situação e que não desenvolva um mundo real em detrimento da fantasia, nem vice-versa.

## Teoria dos papéis
O termo "papel" é um conjunto das várias possibilidades identificatórias do ser humano. Os papéis psicodramáticos expressariam, as distintas dimensões psicológicas do eu (self) e a versatilidade potencial de nossas representações mentais. Nesta teoria, tomam-se os papéis como núcleo do desenvolvimento egoico e, à medida que a criança cresce e se diferencia, esta vai podendo ampliar seu leque de papéis. Alguns papéis ficarão inibidos, necessitando, posteriormente, ser resgatados (função do psicodrama).

## A psicoterapia grupal
Moreno assim a define: "a psicoterapia de grupo é um método para tratar, conscientemente, na fronteira de uma ciência empírica, as relações interpessoais e os problemas psíquicos dos indivíduos de um grupo." Na sua concepção, todos no grupo são agentes terapêuticos, e todo o grupo também o pode ser em relação a outro grupo. Este método aspira a alcançar o melhor agrupamento de seus membros para os fins que persegue. Não trata somente dos indivíduos, mas de todo o grupo e dos indivíduos que estão em relação com ele. Em sua relação sociológica, vê a sociedade humana total como o verdadeiro paciente.
O conceito de encontro está no centro da psicoterapia de grupo, comunicação mútua que não se esgota no intelectual, mas que abrange a totalidade de seu ser. O encontro vive no "aqui e agora". Vai mais além da empatia e da transferência. Forma um "nós". 
Moreno enumera os métodos a serem utilizados, entre os quais, destacam-se: método de clube ou associação, de assessoramento, de conferência, de classes, psicanalítico, visuais, discussão livre, sociométricos, de histórias clínicas, da bibliografia, magnetofônico (sessões gravadas), da música e da dança, ocupacionais, laboratoriais e, especialmente, o método psicodramático.

## Psicodrama psicanalítico
O psicodrama psicanalítico nasceu na França em 1944. Hoje, é uma corrente que define que a cena dramática tem a função de concentrar o drama e permitir que apareçam novos significantes. Ela diz que  "o psicodrama não é a busca de um certo sentido nem tampouco de um significante fundamental. Por isso, deve-se evitar a interpretação que proporcione o sentido e a perda do sentido."
Conforme Didier Anzieu: "o psicodrama analítico favorece a expressão dos conflitos por intermédio de imagens simbólicas." Didier caracteriza quatro aspectos importantes no psicodrama: dramatização dos conflitos, comunicação simbólica, efeito catártico e natureza lúdica. Na América Latina, a Argentina é o país pioneiro em psicodrama. Atualmente, Brasil, México e outros fizeram um importante desenvolvimento, sendo pertinente destacar o psicodrama no Brasil, que, inicialmente foi desenvolvido por docentes argentinos e que, atualmente, é desenvolvido por seus próprios docentes.
Para Osório, a teoria moreniana, que se torna pouco sólida se a compararmos com a teoria psicanalítica, tem, entretanto, alguns aspectos que não são excludentes, mas que se complementam e, em alguns casos, são parcialidades de conceitos psicanalíticos não reconhecidos e rebatizados com outros nomes ou trabalhados sob outros ângulos, como acontece com os conceitos de regressão e fixação. A regressão em psicodrama não se obtém através da transferência, mas através de cena dramática, que torna, presente, o passado. A transferência em Moreno é um conceito herdado da transferência freudiana. A espontaneidade, essencialmente, está relacionada com o conceito de libido de Freud. Se nos fixamos na cena dramática, esta, desde o ponto de vista moreniano, fundamenta seu valor da seguinte maneira: a representação dramática é liberadora, é uma segunda vez, é a forma que adquirem, o passado e o futuro, no presente. 
O encontro, o compartilhar, a criatividade e o ato espontâneo possibilitam novos papéis e resgatam energias perdidas. Isto levará a uma catarse de integração e a uma catarse do público. A cena é a representação do passado, um lugar simbólico onde se revela o imaginário através das cenas atuais ou manifestas, podendo explorar e elaborar situações conflitivas do mundo externo, encontrando sua conexão com o mundo interno dos indivíduos, em sucessivas ações dramáticas com cenas antigas e inconscientes. Sintetizando, a cena dramática é, basicamente, a presentificação e corporização dos vínculos intrapsíquicos e interpessoais.